# Míkis Theodorákis
Míkis Theodorákis, em grego Μίκης Θεοδωράκης (Quio, 29 de julho de 1925 — Atenas, 2 de setembro de 2021), foi um compositor e político grego mundialmente conhecido pela trilha (banda) sonora dos filmes hollywoodianos Zorba, o Grego (1964) e Serpico (1973). Em 1980–1982 foi-lhe atribuído o Prêmio Lênin da Paz.
Recebeu o BAFTA de melhor trilha sonora em 1970 pelo seu desempenho em Z.
Theodorákis foi também conhecido por sua posições políticas de esquerda, as quais expressou abertamente (incluindo durante o governo da junta militar que comandou a ditadura grega). Militou em diversas campanhas de direitos humanos, como o conflito do Chipre, as tensões entre Turquia e Grécia, os ataques da OTAN contra a Sérvia, o sequestro de Abdullah Öcalan ou o conflito israelo-palestino. 
Theodorákis morreu em 2 de setembro de 2021 em Atenas, aos 96 anos de idade, de parada cardíaca.